# Maksymilian Bartz
Maksymilian Bartz pseud. Fritz, Marek, Zakrzewski (ur. 4 października 1902 w Balczewie, zm. 13 kwietnia 1976 w Poznaniu) – działacz komunistyczny, dyplomata, ambasador Polski (charge d'affaires) w Belgii, przewodniczący Zarządu Głównego ZPP.

## Życiorys
Z zawodu ślusarz i mechanik. W II RP pracował w Zakładach Cegielskiego. Działacz Związku Zawodowego Robotników Przemysłu Metalowego, członek zarządu tego związku. Od 1930 członek KPP, od 1930 członek Komitetu Okręgowego (KO) KPP Poznań-Pomorze. Współorganizował strajki i demonstracje.  Kilkakrotnie aresztowany za działalność komunistyczną, w grudniu 1936 na rok osadzony w obozie w Berezie Kartuskiej. Od maja 1938 w Belgii, gdzie wstąpił do partii komunistycznej, a podczas okupacji pracował w Komitecie Pomocy Żydom i działał w ruchu oporu. W grudniu 1944 został przewodniczącym ZG ZPP. We wrześniu 1945 został charge d'affaires w Belgii. Po powrocie do kraju w styczniu 1946 został I sekretarzem Komitetu Miejskiego PPR w Poznaniu. 1957–1964 członek egzekutywy Komitetu Wojewódzkiego PZPR w Poznaniu. Był odznaczony Orderem Sztandaru Pracy II klasy i Krzyżem Komandorskim Orderu Odrodzenia Polski.
Pochowany na Cmentarzu na Junikowie.